# Shell (azienda)
La Shell plc (in passato Royal Dutch Shell plc / Koninklijke Nederlandse Shell NV), è una multinazionale britannica operante nel settore petrolifero, nell'energia e nella petrolchimica. Assieme a BP, ExxonMobil e TotalEnergies è uno dei quattro principali attori privati mondiali nel comparto del petrolio e del gas naturale. Soprattutto si dedica a tutta la filiera dei prodotti petroliferi, dall'esplorazione fino alla vendita al dettaglio. Le sue attività petrolchimiche sono incentrate nella sussidiaria Shell Chemicals, ma esiste anche un settore dedicato alle energie rinnovabili.
La società è presente in oltre 140 paesi del mondo, ma il suo mercato principale sono gli Stati Uniti d'America, in cui opera la sussidiaria Shell Oil Company, con sede a Houston, nel Texas. La sede mondiale si trova a Londra presso lo Shell Centre, mentre precedentemente era situata all'Aia, nei Paesi Bassi, dove la compagnia aveva il proprio domicilio fiscale; nel 2022, tuttavia, la società ha trasferito la sede fiscale e la direzione nel Regno Unito. Le azioni sono trattate principalmente nelle borse di Londra e Amsterdam. Nel 2004 i ricavi, pari a 268 miliardi di dollari, la rendevano la quarta più grande azienda del mondo per fatturato, mentre i profitti pari a 18,18 miliardi di dollari la rendevano la seconda impresa più redditizia del mondo in termini di profitto lordo.

## Storia
La Royal Dutch/Shell Group venne creata nel 1907. La Reale Compagnia Petrolifera Olandese (nome legale in olandese, N.V. Koninklijke Nederlandsche Petroleum Maatschappij) e la The "Shell" Transport and Trading Company plc, si fusero per competere contro il gigante petrolifero dell'epoca, la Standard Oil. Prima della fusione, il gruppo operava con un numero di accordi azionari e operativi.
- La Reale Compagnia Petrolifera Olandese era una compagnia olandese fondata nel 1890 da Jean Kessler, assieme a Henri Deterding e Hugo Loudon, quando la regina dei Paesi Bassi Guglielmina concesse uno statuto reale a una piccola compagnia di esplorazione petrolifera nota come "Royal Dutch".[5]
- La The "Shell" Transport and Trading Company[6] era una compagnia britannica di trasporti petroliferi[7] fondata nel 1897 da Marcus Samuel e dal fratello Samuel Samuel.

Nel 1919 la società aprì una filiale in Francia. Nello stesso anno, la Shell prese il controllo della Mexican Eagle Petroleum Company e nel 1921 formò la Shell-Mex Limited che commercializzava prodotti con i marchi "Shell" e "Eagle" nel Regno Unito. Nel 1931, in parte come risposta alle difficili condizioni economiche dell'epoca, la Shell-Mex fuse le attività di marketing, esclusivamente nel Regno Unito, con quelle della British Petroleum, creando la Shell-Mex and BP Ltd, una società che continuò a stare sul mercato fino a quando i marchi si separarono nel 1975.
Il 28 ottobre 2004 venne annunciato che il gruppo Shell desiderava andare verso una struttura di proprietà unica, creando una nuova parent company che avrebbe dovuto chiamarsi Royal Dutch Shell plc avendo come mercati di quotazione principale quelli di Londra e Amsterdam e come quartier generale L'Aia nei Paesi Bassi. Dopo l'approvazione degli investitori dei due gruppi (28 giugno 2005), l'unificazione è stata conclusa il 20 luglio 2005. Le quote vennero emesse in rapporto 60/40 per gli azionisti di Royal Dutch. La compagnia formata aveva un valore di 219 miliardi di dollari. Nella vecchia struttura finanziaria, gli ADR (certificati di titoli azionari) erano scambiati sulla borsa di New York sotto RD (Royal Dutch) e SC (Shell).
Il 15 novembre 2021 la compagnia ha annunciato l'intenzione di trasferire il proprio domicilio fiscale e gli organismi direzionali nel Regno Unito e di eliminare la dicitura "Royal Dutch" dalla propria denominazione, assimilando le azioni in un'unica linea di azioni ordinarie. Tale operazione è stata completata il 29 gennaio 2022, con la ridenominazione in Shell plc.
Dal 2023 è entrato in carica il libano-canadese Wael Sawan come nuovo amministratore delegato della multinazionale, in sostituzione, dopo quasi nove anni, dell'olandese Ben Van Beurden, dimissionario. Nel 2023 la Shell acquista per 169 milioni di dollari l'americana Volta, specializzata in colonnine per la ricarica elettrica, entrando così nel mercato della mobilità elettrica. Nel 2024 l'azienda annuncia di voler chiudere circa mille stazioni di servizio entro il 2025, per concentrarsi sul rafforzamento delle infrastrutture per la ricarica elettrica.

## Origini del nome e del logo
L'origine del nome Shell è collegata alla ditta The "Shell" Transport and Trading Company. Nel 1833, il padre del fondatore, anche lui chiamato Marcus Samuel, aveva creato una ditta di import-export di conchiglie (in inglese "shell") che vendeva a collezionisti londinesi. Raccogliendo esemplari di conchiglie nella zona del Mar Caspio nel 1892, il giovane Samuel capì che poteva essere conveniente esportare petrolio da lampade dalla regione e commissionò la prima vera petroliera al mondo, la Murex, per entrare in questo mercato. Nel 1897 Samuel incluse la parola "shell" nel nome dell'azienda e ne disegnò il logo, rimasto da allora praticamente lo stesso. Nel 1907 la compagnia possedeva una flotta di petroliere.
L'emblema della Shell è uno dei simboli commerciali più famosi al mondo; è in effetti una conchiglia pettine (Pecten maximus); l'ultima versione del logo fu disegnata da Raymond Loewy e presentata nel 1971 e successivamente rivista nel 1999, con la sparizione del nome "Shell" sotto al logo. Proprio negli anni '70 fu rilanciata l'immagine della compagnia, dando centralità al logo della conchiglia come elemento identitario dell'azienda.
Una variante nacque in Italia nel 1987, con la conchiglia di Loewy accompagnata dal nome "Monte Shell", la joint-venture creata dalla compagnia petrolifera con la Montedison.

### Evoluzione

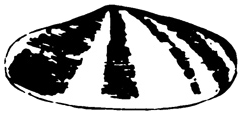
1900-04
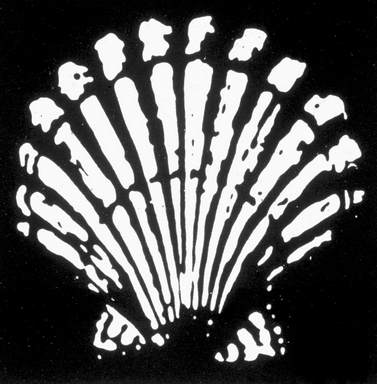
1904-09
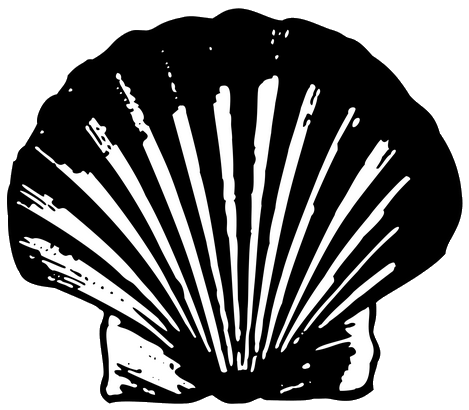
1909-30
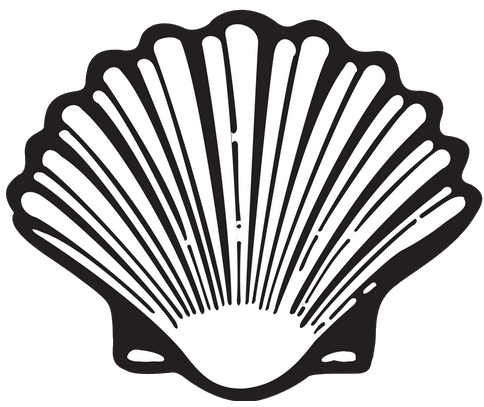
1930-48
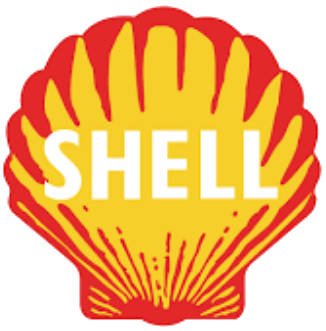
1948-55
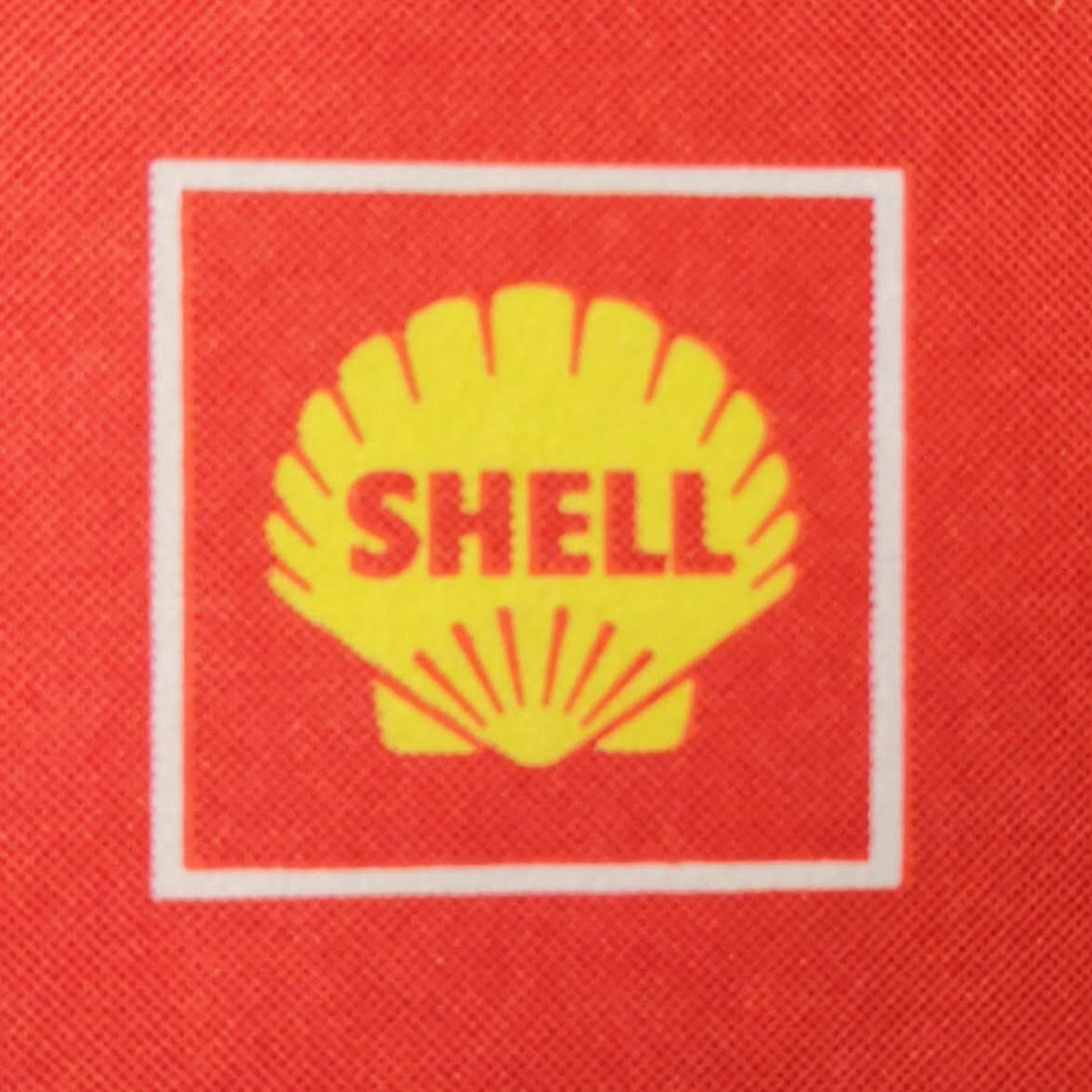
1955-70
1971-oggi

## Attività

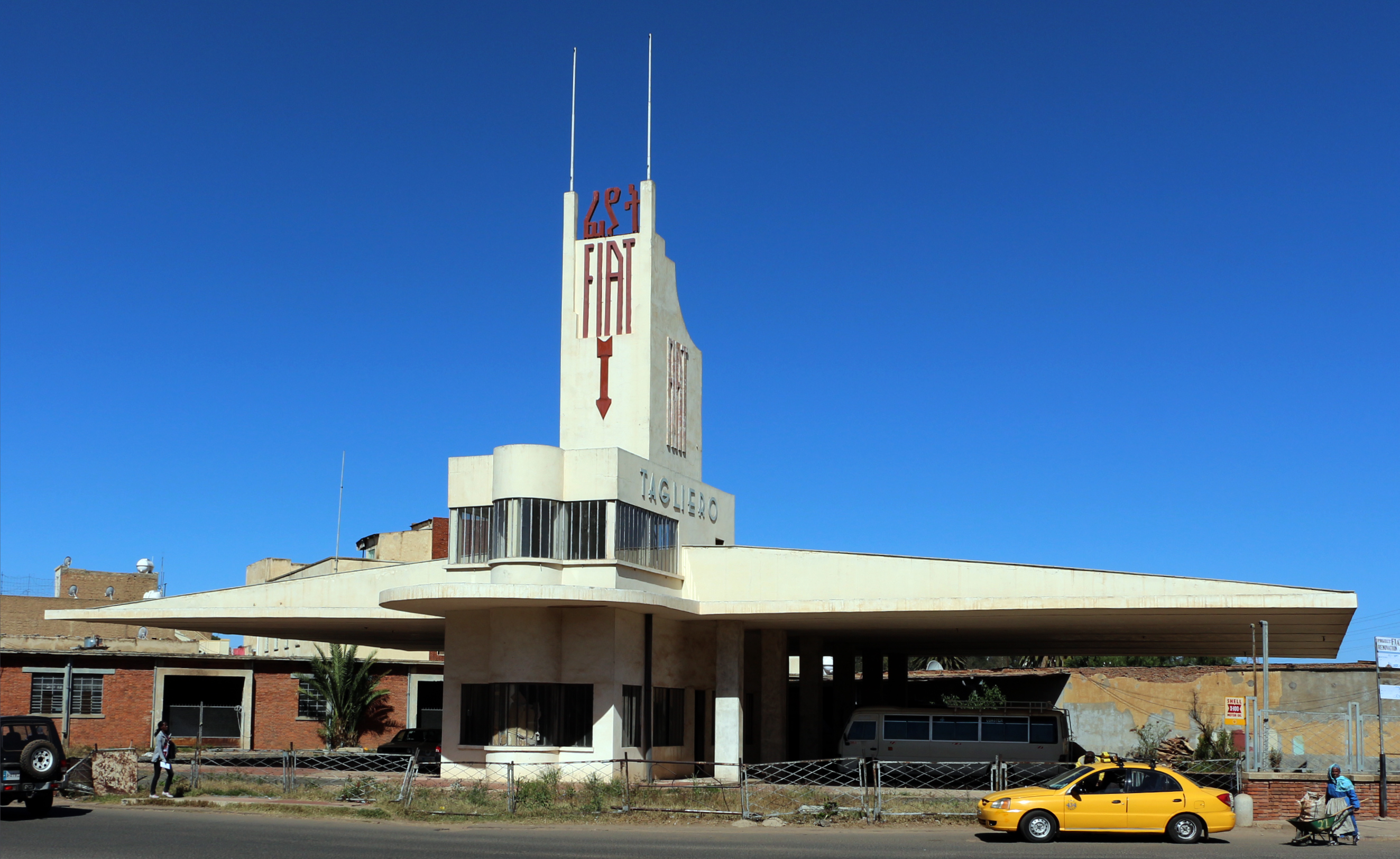
La stazione di servizio Fiat Tagliero ad Asmara, in passato di proprietà della Shell.

Facente parte delle sette sorelle, Shell è la prima compagnia petrolifera per reddito e un leader dell'industria petrolchimica e dell'energia solare. Shell ha sei "core business": esplorazione e produzione, gas e energia, downstream, prodotti chimici, energie rinnovabili e commercio/distribuzione e opera in più di 140 paesi nel mondo.
L'attività principale di Shell è la gestione di una compagnia petrolifera "integrata verticalmente". Lo sviluppo di un expertise tecnico e commerciale in tutte le fasi di questa integrazione verticale dalla ricerca dei bacini petroliferi (esplorazione) attraverso l'estrazione (produzione), il trasporto, la raffinazione e alla fine la distribuzione e la vendita costituiscono le caratteristiche di base del gruppo. Simili competenze sono richieste per le attività legate al gas naturale che è diventato uno dei maggiori settori d'affari di Shell e che contribuisce significativamente ai profitti della compagnia. L'attività nel comparto chimico, che include la produzione e la vendita di prodotti derivati dagli idrocarburi, è stata pure un passo logico conseguente alle attività di raffinazione del greggio. Le attività di Shell Chemicals, che negli ultimi 10 anni è stata profondamente ristrutturata, sono comunque ancora rilevanti per il gruppo.
Negli anni Shell ha a volte cercato di diversificare le proprie attività, andando verso settori anche lontani da quelli legati a petrolio, gas e chimica: ad esempio in quello dell'energia nucleare, (una breve joint venture con Gulf Oil negli USA), del carbone (Shell Coal è stata a lungo attiva nel mercato con miniere e vendita), metalli (Shell acquisì la compagnia estrattiva olandese Billiton nel 1970) e generazione di energia (una joint venture con Bechtel chiamata Intergen). Comunque nessuna di queste imprese ha avuto grande successo e sono tutte state accantonate. Negli ultimi anni Shell ha fatto ricerca nel settore delle energie alternative con investimenti nel solare, nell'eolico, nell'idrogeno.
Nel 2001 lancia, prima in Italia e poi nel mondo, la V-Power, la prima benzina a 100 ottani.
Nel 2022, a seguito della guerra tra Russia e Ucraina, la Shell annuncia l'abbandono delle attività a Sakhalin, gestite in collaborazione con la russa Gazprom.

### Texaco
Nel 2001, la Federal Trade Commission (FTC) richiese che la Texaco, allo scopo di fondersi con la Chevron Corporation, vendesse 13.000 stazioni di servizio e diverse raffinerie, inclusa la quota di Texaco in Equilon (alla Shell) e in Motiva (tre raffinerie; alla Shell e Saudi Aramco, una joint venture al 50%).
La Shell poté usare in esclusiva negli USA il marchio Texaco fino a tutto il 2004 e, senza esclusiva, fino a tutto il 2006.

### British Gas
Nell'aprile 2015 acquisì British Gas con un'operazione da 69 miliardi di dollari, in parte con scambio di azioni, incrementando le proprie riserve di idrocarburi del 25% e la produzione giornaliera del 20%.

## Proprietà
Prima della loro fusione il 20 luglio 2005, il gruppo era controllato da due holding, la Royal Dutch Petroleum Company dei Paesi Bassi e la The "Shell" Transport and Trading Company plc del Regno Unito. Queste due società controllavano insieme tutte le compagnie che tuttora operano sui mercati di tutto il mondo, anche se qualcuna di queste ultime (ad esempio, la Shell Canada) ha anche altri azionisti ed è quotata nei mercati borsistici dei rispettivi paesi. In diversi casi, le compagnie sussidiarie vedono anche la partecipazione dei governi locali.
La quota della Shell in queste sussidiarie era sempre divisa in proporzione 60/40 a favore della Royal Dutch. Anche successivamente, per ragioni principalmente fiscali, le azioni Shell erano divise in due classi, A e B, che rappresentavano le "vecchie" azioni Royal Dutch e Shell.
Anche se entrambe le compagnie avevano i propri organi sociali, il gruppo in effetti era governato da un comitato esecutivo, il "Committee of Managing Directors" (CMD), i cui membri erano i direttori esecutivi delle due società.
Il principale azionista singolo della Royal Dutch Shell è una holding di proprietà della famiglia reale olandese, fondata dalla regina Guglielmina.

## Questioni ambientali e controversie
Una ricerca del 2019 sostiene che Royal Dutch Shell, con emissioni di 31,95 miliardi di tonnellate di CO2 equivalente dal 1965, è stata la società con le settime emissioni più elevate al mondo durante quel periodo.
Negli anni Shell è stata criticata da gruppi ambientalisti e per la difesa dei diritti umani per alcune questioni, in particolare in Sudafrica e Nigeria.

### Sudafrica
Durante gli anni ottanta Shell fu accusata da attivisti anti-apartheid di sostenere il regime di segregazione razziale continuando ad operare nel paese. Shell fu anche accusata di aver infranto le sanzioni. La compagnia sostenne sempre, diversamente da altre multinazionali che si erano ritirate (ad esempio Mobil), che restare era di maggior aiuto che lasciare il paese.

### Nigeria
Shell opera in joint venture con il governo nigeriano con il nome Shell Petroleum Development Company (SPDC). All'inizio degli anni novanta, l'attivista politico Ken Saro-Wiwa, come presidente del Movimento per la sopravvivenza del popolo Ogoni (MOSOP) condusse una campagna non-violenta contro i danni ambientali connessi con le attività delle multinazionali petrolifere, incluse Shell e British Petroleum, nella terra degli Ogoni nella zona del delta del fiume Niger. Nel gennaio 1993, il MOSOP organizzò marce pacifiche con circa 300000 persone – più di metà delle quali Ogoni – in quattro città Ogoni, attirando l'attenzione in tutto il mondo sulla condizione di questo popolo. Nello stesso anno Shell cessò le sue attività nella regione. Il coinvolgimento di Shell in Nigeria venne alla ribalta di nuovo nell'ottobre 1990 quando una pacifica protesta in Unchem intensificò. Ottanta persone furono uccise dalla polizia e 495 case furono distrutte. Shell afferma che aveva solamente chiesto protezione alla polizia. Nel 1995 avvenne l'esecuzione di Ken Saro-Wiwa e di altri otto dissidenti. Durante il processo per alto tradimento, Ken Saro-Wiwa aveva accusato Shell dicendo: "...la guerra ecologica che Shell ha intrapreso... sarà presto giudicata e il... crimine della guerra sporca della compagnia contro il popolo Ogoni sarà punito". Si scoprì anche che Shell forniva denaro e rifornimenti all'esercito nigeriano. Quando Saro-Wiwa fu giustiziato per imputazioni inventate, la condanna internazionale dei fatti colpì anche Shell.
Shell ha continuato ad essere condannata da gruppi come Christian Aid, che riferisce che, sebbene il gruppo dica di agire con 'onestà, integrità e rispetto per le persone', non abbia "usato la sua influenza in Nigeria per operare cambiamenti nella zona del delta del Niger". (Christian Aid, Behind the Mask). La relazione ha anche trovato prove di mancate bonifiche dopo perdite di petrolio, inquinamento dei fiumi e dei corsi d'acqua, così come non completamento dei progetti di sviluppo per la popolazione locale. Nel 2001 uno studio di tali progetti, trapelato al giornale The Economist, diceva che di 81 progetti visitati dai controllori del piano, 20 non esistevano, 36 erano parzialmente completati positivamente e 25 stavano funzionando. Da allora i numeri sono cresciuti.

### Brent Spar
Shell fu anche criticata da Greenpeace per il progetto di dismettere Brent Spar, una piattaforma di servizio di tipo spar per il trasporto del petrolio situata nel Mare del Nord, facendola affondare. Shell alla fine acconsentì a smontarla e portare i pezzi sulla terraferma in Norvegia, pur sostenendo che il piano originale di affondare la piattaforma fosse più sicuro e meno pericoloso per l'ambiente.

### Canada
In Canada, Shell Canada chiuse una causa in cui un additivo delle benzine creava problemi al misuratore di carburante, in particolare su vetture DaimlerChrysler.

### Irlanda
In Irlanda Shell ha attirato critiche per il progetto di trasportare, attraverso tubature, del gas naturale dal Corrib Gas Field ad un impianto nel nord della contea di Mayo.

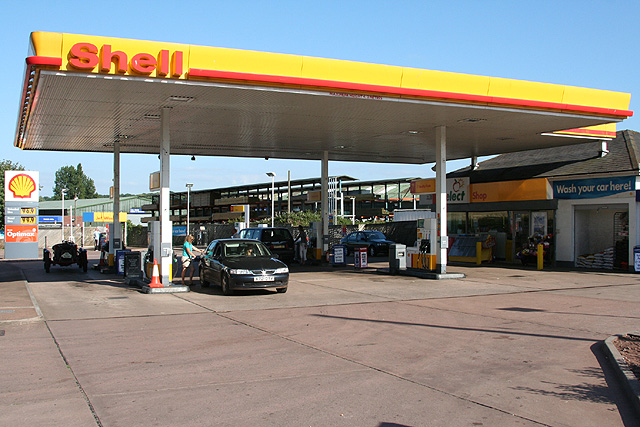
Una moderna stazione di servizio Shell nel Regno Unito

### Ricategorizzazione di riserve di gas e petrolio
Shell attirò critiche nel 2004 da azionisti, analisti finanziari, mass media e dalla Securities and Exchange Commission USA quando dovette eseguire una grande "ricategorizzazione" delle sue riserve di petrolio, ammettendo che una parte significativa delle riserve precedentemente considerate "certe" non soddisfacevano tutti i requisiti richiesti dalle disposizioni ufficiali. Secondo gli ordini della commissione, Shell aveva sovrastimato le riserve certe dichiarate nel Form 20-F (anno 2002) di 4,47 miliardi di barili equivalenti (boe), cioè circa del 23%. L'ordinanza inoltre concluse che Shell aveva sovrastimato anche la misura standard dei cash flow futuri stabiliti in questo documento in circa 6,6 miliardi di dollari. Shell corresse queste stime in un documento del 2 luglio 2004, che riportava il grado di sovrastima dal 1997 al 2002.
L'Annual report and Accounts 2003, uscito in ritardo, affermò di nuovo che le riserve certe erano ridotte a 6,648 milioni di dollari nel 2001 e a 6,469 milioni nel 2002. Questo corrisponde a circa il 13% della quantità stabilita precedentemente. Inoltre, fu chiarito che negli anni precedenti il pagamento del management direttivo era collegato alla quantità di petrolio delle riserve certe.
La controversia sulla sovrastima delle riserve di gas e petrolio di Shell fece dimettere l'allora presidente Sir Philip Watts e fece spostare il CFO, Walter van de Vijver, e altri top manager, responsabili dell'esplorazione e della produzione.

### Sviluppo sostenibile
Il 17 giugno 2004, il presidente di Shell, Ronald Oxburgh affermò in un'intervista al giornale The Guardian di essere "molto preoccupato per il pianeta" relativamente alla problematica del riscaldamento globale. Come rimedio proponeva di rimuovere CO2 dall'atmosfera e di seppellirlo (rimetterlo là da dove proviene). Questa pratica è indicata in inglese con l'espressione "carbon sequestration". I commenti di Lord Oxburgh erano coerenti con la posizione di Shell sulla questione dello sviluppo sostenibile, su cui la compagnia ha insistito per migliorare l'immagine dopo l'affare della Brent Spar.

### Sachalin
Sakhalin-II è un progetto riguardante petrolio e gas condotto da Shell sull'isola di Sachalin in Russia che include oleodotti e gasdotti e la costruzione del primo impianto per il trattamento di gas naturale liquefatto in Russia. Il progetto è stato avversato fin dall'inizio per i costi e per l'impatto ambientale e sociale. Nell'estate del 2005 “Sakhalin Energy”, l'operatore del progetto raddoppiò la stima dei costi previsti a circa 20 miliardi di dollari e la produzione di gas naturale liquefatto fu rinviata al 2008. Shell espresse “sorpresa” per questo rialzo. Gli errori sulla stima iniziale erano in parte dovuti a ragioni ambientali. I condotti dalle piattaforme all'isola dovettero cambiare tracciato per evitare la zona in cui trovano cibo una specie di balene in pericolo. La popolazione locale dell'isola protestò contro i danni alla pesca e all'allevamento delle renne, le loro attività economiche più importanti.
Le preoccupazioni per l'ambiente e la società giunsero a un punto critico quando alla fine di novembre 2005 il Chief Executive del WWF Robert Napier disse che l'operazione avrebbe avuto un "impatto negativo sulla popolazione e l'ambiente naturale di Sachalin". Questo attacco giunse proprio quando Shell e gli altri partner del consorzio stavano chiedendo finanziamenti per il progetto alla Banca Europea per la ricostruzione e lo sviluppo (EBRD). Il WWF disse che Sakhalin-II minacciava la vita marina così come era potenzialmente pericolosa per le comunità locali. La EBRD è vincolata a finanziare solo progetti "eticamente corretti", secondo la carta "Equator Principles". Shell commentò le affermazioni del WWF dicendo che il progetto rispettava le politiche etiche del finanziatore e anche le questioni ambientali e sociali.

### Taglio delle emissioni
Nel 2018, l'organizzazione ambientalista olandese Milieudefensie (Friends of the Earth Netherlands), insieme ad altre ONG e oltre 17.000 cittadini, ha intentato una causa contro Shell, accusandola di non allineare le sue politiche aziendali agli obiettivi dell'Accordo di Parigi sul clima, contribuendo così al cambiamento climatico globale. A questo proposito, nel 2021, il Tribunale olandese ha emesso una sentenza storica, ordinando a Shell di ridurre, entro il 2030, le sue emissioni globali di CO₂ del 45% rispetto ai livelli del 2019. Questa riduzione doveva includere:
- emissioni dirette dalle operazioni di Shell.
- emissioni indirette dalla produzione di energia acquistata.
- emissioni derivanti dall'uso dei prodotti venduti da Shell, come benzina e gasolio.

La corte ha stabilito inoltre che Shell aveva un "dovere di diligenza" nel prevenire danni ambientali e proteggere i diritti umani, rendendo la sentenza immediatamente esecutiva, anche in caso di appello. La multinazionale ha poi presentato appello e, nel 2024, la Corte d'Appello olandese ha emesso una nuova sentenza, che ha riconosciuto l'importanza della responsabilità aziendale, ma ha sottolineato che l'imposizione di obiettivi specifici spetta ai legislatori, non ai giudici. Nel dettaglio, vi è stata:
- Revoca dell'obbligo specifico: la corte ha annullato l'obbligo per Shell di ridurre le emissioni del 45% entro il 2030, ritenendo che un tribunale civile non possa imporre un obiettivo quantitativo specifico a una singola azienda.
- Conferma del dovere di diligenza: la corte ha confermato che Shell ha l'obbligo legale di contribuire alla lotta contro il cambiamento climatico adottando politiche aziendali adeguate per mitigare i rischi climatici, in linea con l'Accordo di Parigi.[24]

## Annunci di profitti
Il 2 febbraio 2006 la compagnia pubblicò i dettagli dei propri profitti, facendo il record del più alto profitto annuale per una compagnia inglese o olandese. Il totale ammonta a 23,5 miliardi di dollari, maggiore di un terzo di quello dell'anno precedente. Questo fece scandalo in Europa, dati gli alti prezzi della benzina, ma la maggior parte di questi profitti era dovuto alla vendita del petrolio estratto ad altri distributori.

## In Italia

### L'arrivo in Italia con la Società Nafta
Le attività della Shell in Italia iniziarono il 13 luglio 1912, con la creazione della società "Nafta" a La Spezia, fondata approfittando del momento di debolezza dell'ex trust Standard Oil, sciolto l'anno precedente.
Durante la prima guerra mondiale, la Nafta abbandonò il settore privato, concentrandosi sulle forniture belliche allo Stato italiano. Durante il conflitto, la società si espanse, con l'apertura di nuovi impianti a Napoli e ad Augusta e, dopo la fine delle ostilità, di ulteriori depositi interni.
Nel primo dopoguerra, la società controllava il mercato interno italiano assieme alla SIAP, filiale locale della Standard of New Jersey (Esso). Nel 1921, su pressione dell'Amministratore delegato Giovanni Attilio Pozzo (poi eletto anche presidente nel 1923), il capitale sociale fu aumentato raggiungendo i 100 milioni di lire. I prodotti venduti all'epoca comprendevano le "Benzine Shell" e i "Petroli Aureola".
Nel 1922, nonostante la difficile situazione economica del paese, la società era in piena espansione, e venne inaugurato il nuovo stabilimento di Vado Ligure. L'inaugurazione, peraltro, causò un breve scontro politico tra il Presidente del Consiglio Facta e il deputato socialista Tonello, che in una interrogazione parlamentare criticò aspramente il telegramma ufficiale inviato da Facta alla "Nafta" in occasione della cerimonia. Nello stesso anno, proseguirono inoltre i lavori per un impianto costiero a Venezia.
La nascita dell'Agip creò qualche dissapore fra la Nafta e il Ministero dell'Economia Nazionale, che nel 1926 chiese ai prefetti di subordinare il rilascio di nuove concessioni per l'impianto di distributori di benzina ad un preventivo benestare dell'Agip; la questione si risolse pacificamente nel 1927 su iniziativa della stessa società italiana.
Alla fine del decennio, sfruttando una legislazione particolarmente vantaggiosa, la società si lanciò nel settore della raffinazione, con la costituzione di apposite società sussidiarie e di un impianto a La Spezia.
Il 27 aprile 1939 Pozzo lasciò la "Nafta", dopo venti anni alla guida della società. L'azienda controllava all'epoca circa il 20% del mercato italiano.

### La Seconda guerra mondiale e il dopoguerra
L'8 agosto 1940, in seguito all'ingresso in Seconda guerra mondiale dell'Italia, la Nafta fu messa sotto sequestro e posta sotto la gestione dell'Agip, seguita l'anno successivo dalle società statunitensi operanti in Italia (SIAP, Vacuum, Texaco); il 30 luglio 1942 le società petrolifere straniere vennero ufficialmente trasferite all'Agip, anche se il reale assorbimento delle loro attività fu alquanto complesso e rimase sostanzialmente incompiuto. Il 22 ottobre 1945, dopo la fine delle ostilità, i provvedimenti vennero cancellati e la Nafta e le altre società, sotto la guida del Comitato Italiano Petroli, tornarono alla normale attività.
Nel 1949 la società, ormai pienamente ristabilita, fu rinominata "Shell Italiana S.p.A." con un capitale sociale superiore ai 2 miliardi. Ancora nei primi anni '60, la Shell copriva circa il 20% del fabbisogno petrolifero italiano.
La Shell Italiana fu la prima azienda a essere pubblicizzata col Carosello.
Nel 1959 la società acquistò la raffineria ex Condor di Rho e nel 1967 costruì un grande impianto a Taranto, i cui lavori erano iniziati nel 1964 con un investimento iniziale di 25 miliardi di lire.

### L'addio del 1974, il ritorno e la parentesi con Monteshell

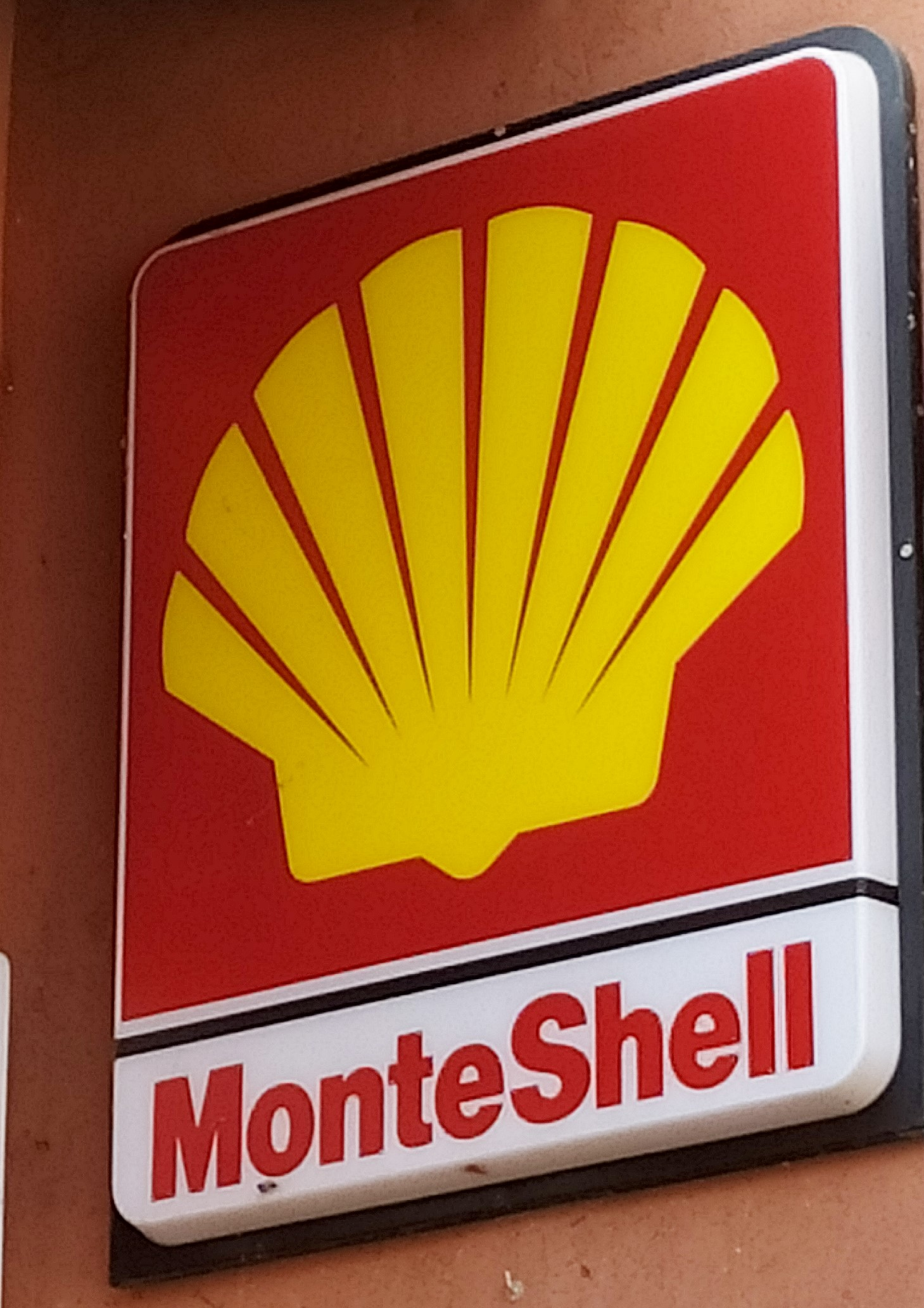
Logo della Monteshell

La Shell rimase attiva nel paese fino all'aprile 1974 quando, in seguito alle difficoltà del settore petrolifero causate dalla Guerra del Kippur e alle condizioni generali dell'economia italiana, ormai poco favorevoli, cedette all'Eni la vecchia società, che divenne Italiana Petroli (IP), rimanendo presente nel paese in modo marginale. La società riprese a distribuire carburante in Italia nel 1980, con l'acquisizione della rete Conoco, mentre è del 1987 la joint venture con Montedison che portò alla creazione della Monteshell, la cui rete fu poi interamente ceduta alla Shell nel 1995.

### La vendita del 2014 e il nuovo rilancio nel 2022
Nel luglio 2014 Shell ha nuovamente cessato di distribuire i propri carburanti in Italia, cedendo la propria rete di stazioni di servizio e di depositi carburanti presenti sul territorio italiano alla Kuwait Petroleum Italia (Q8). La compagnia è rimasta presente nel paese con il business dei lubrificanti (Shell Italia Oil Products/S.I.O.P.), Gas&Power (Shell Energy) e la divisione upstream per l'estrazione petrolifera.
Nel 2022 viene annunciato un accordo con la società PAD Multienergy, per un nuovo ritorno del marchio e dei prodotti Shell in oltre 500 stazioni di servizio italiane, la prima delle quali viene inaugurata nel marzo dello stesso anno.
In Italia oggi Shell opera tramite Shell Italia S.p.A. controllata da Shell Italia Finanziaria S.p.A. Le sedi principali sono a Sesto San Giovanni e Roma.

## Competizioni
Shell è attiva da decenni negli sport motoristici. Precedentemente attiva con altri team di Formula 1, fra cui McLaren, dal 1996 è fornitore dell'italiana Ferrari, con la quale ha sviluppato il carburante V-Power; è inoltre partner tecnico della Ducati Corse nel motociclismo.